# Furacão Grace (2021)
O furacão Grace foi um ciclone tropical de categoria 3 no Oceano Atlântico. É a sétima depressão tropical e tempestade tropical e o segundo furacão da Temporada de furacões no oceano Atlântico de 2021.

## História da tormenta
O NHC começou a monitorar uma onda tropical ao sul das Ilhas de Cabo Verde às 18:00 UTC de 10 de agosto. A onda começou a se organizar e os alertas sobre o potencial ciclone tropical Sete foram iniciados às 15:00 UTC de 13 de agosto. Em 14 de agosto às 09:00 UTC, o NHC atualizou o status da depressão tropical para uma tempestade tropical, atribuindo o nome de Grace.
Segundo a NOAA, no dia 15 de agosto, Grace havia perdido as características de tempestade na tarde de domingo e foi rebaixado a depressão tropical na costa da República Dominicana.
Em 17 de agosto, a NOAA informara que Grace se intensificava na costa do Haiti e voltara a categoria de "tempestade tropical". 
Em 18 de agosto, segundo a NOAA, a tormenta se intensificou e se transformou em furacão de categoria 1 perto das Ilhas Cayman.
Em 19 de agosto segundo a NOAA, Grace se intensificou mais uma vez e a agência elevou a tormenta para a categoria 2. 
No dia 20 de agosto, a tormenta se intensificou antes de tocar pela segunda vez o solo mexicano, e a NOAA a elevou a categoria 3. 

## Estragos

### Haiti
Durante o percurso, Grace causou chuva volumosa e muitos estragos no Haiti, já impactado dias atrás por um terremoto, e dificultou o resgate das vítimas. Milhares de pessoas ficaram no meio da tempestade sem abrigo.

### México
Durante a passagem de Grace, artistas famosos no Brasil relataram o desespero com o volume da chuva. a dupla sertaneja Zé Neto e Cristiano teve o quarto de um hotel, onde estavam hospedados, inundado. A atriz Thalia Ayala também relatou nas redes sociais o vento e a chuva fortes en Cancún.  
A tormenta havia perdido força quando tocou a Península de Yucatán, segundo a NOAA e havia sido rebaixado a tempestade tropical. Porém voltou a categoria 1 após chegar ao sudoeste do Golfo do México.

Na segunda vez que tocou o México, Grace causou quedas de energia e inundações em Veracruz; 8 pessoas morreram no estado. . O presidente do país Andres Manuel Lopez Obrador pediu a população para procurar abrigo. 
Mais 3 mortes causadas por Grace foram confirmadas em Puebla, elevando para 11 o número de mortos. 